# زیارت (بندر لنگه)
زیارت، روستایی در دهستان حومه بخش مرکزی شهرستان بندر لنگه در استان هرمزگان ایران است.

## جمعیت
بر پایه سرشماری عمومی نفوس و مسکن در سال ۱۳۹۵، جمعیت این روستا برابر با ۲۵۷ نفر (۷۲ خانوار) بوده‌است.